# رنی ماگی
رنی ماگی (به انگلیسی: Renee Magee) (زادهٔ ۳۰ مارس ۱۹۵۹) شناگر اهل ایالات متحده آمریکا است.